# Ceratognathus macrognathus
Ceratognathus macrognathus es una especie de coleóptero de la familia Lucanidae.

## Distribución geográfica
Habita en Nueva Gales del Sur y Queensland (Australia).